# Katsaros (Skiathos)
Katsaros, bzw. Katsarou (griechisch Κατσαρός, Κατσαρού, (m. sg.)) ist ein Ort auf der Sporadeninsel Skiathos. Nach der Volkszählung von 2011 hatte er 39 Einwohner. Er liegt etwa 2,5 km südwestlich des Hauptortes Skiathos im Südosten der Insel in der Nähe des Strandes Vassilias (Μεγάλος Βασιλιάς). Der Strand öffnet sich nach Süden, so dass die Insel Tsoungria sichtbar ist. Der Ort ist bestimmt von modernen Hotelbauten und Ferienwohnungen. Nach Süden schließt sich fast unmittelbar die Siedlung Achladias an. Die Landzunge Cap Achladies trennt den Strand Vassilias vom Strand Achladias. Dort steht die kleine Kapelle Agii Asomati. Eine Verbindungsstraße führt in das bewaldete Inselinnere.